# Alex Fiorio
Alessandro « Alex » Fiorio (né le 10 mars 1965 à Corneliano d'Alba) est un ancien pilote de rallye italien.

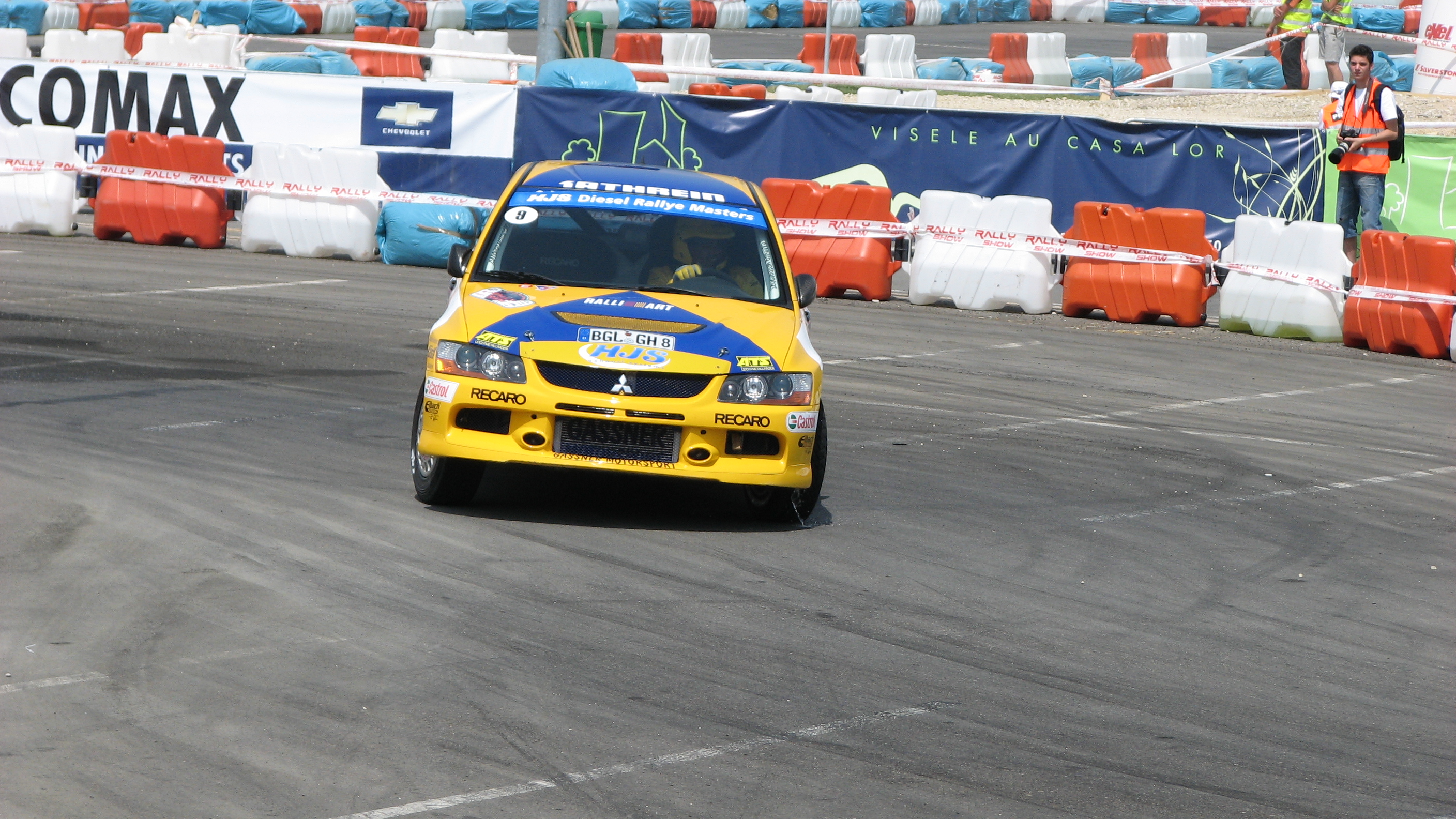
Transilvania Rally Show - 2008.

## Biographie

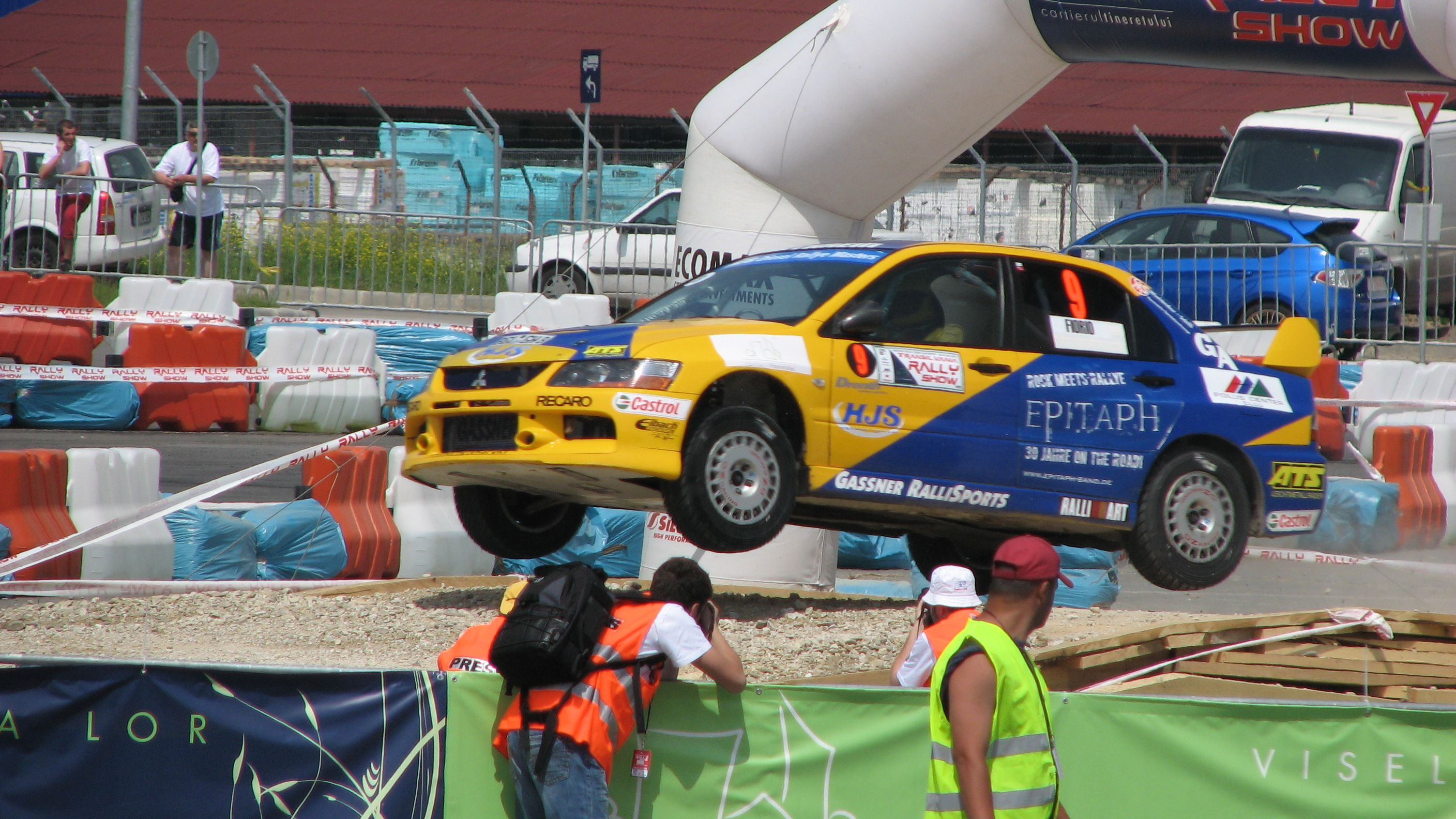
Alex Fiorio sur sa Mitsubishi Lancer Evo VIII, toujours au rallye-show de Transilvania de 2008.

Alex Fiorio commence la compétition automobile en 1985, pour terminer celle-ci en 2003 au niveau international, et en 2005 en championnat national.
Son père, Cesare Fiorio, a été directeur sportif de Lancia en rallye, et directeur sportif des écuries Ferrari, Minardi et Ligier en Formule 1.
Il court en WRC de 1986 à 2002 (5 fois second), et régulièrement en ERC de 1998 à 2003.
Luigi Pirollo est son premier copilote, de 1985 à 1991, puis vient le temps de Vittorio Brambilla de 1992 à 2000 et en 2003 puis 2004, avec Nadia Mazzon entre-temps en 1998 et 1999. Enrico Cantoni fut à ses côtés quant à lui en fin de carrière, de 2000 à 2003, puis en 2004 et 2005.
Ses véhicules sont successivement des Fiat Uno dès 1985, Lancia Delta, Ford Escort, Mitsubishi Carisma, Subaru Impreza, et Mitsubishi Lancer Evo VIII jusqu'en 2005 (puis en exhibitions).

## Palmarès

### Titres
- Champion du monde des Rallyes de voitures de Production (P-WRC): 1987 (sur Lancia Delta HF 4WD de Jolly Club; 1re édition, et 1re participation du pilote au WRC);
- Champion d'Italie des Rallyes, du Groupe N (4 roues motrices): 2001;
- Trophée asphalte italien des rallyes, du Groupe N (4 roues motrices): 2003;
- Vice-champion du monde des rallyes: 1989;
- Vice-champion d'Italie des rallyes, du groupe N: 2003;
- 2e du trophée asphalte italien des rallyes, pour véhicules du groupe N: 2005;
- 3e du championnat du monde des rallyes: 1988;
- 3e du challenge gravel italien des rallyes: 2003.

### Résultats en WRC
- 2e du rallye Monte-Carlo en 1988;
- 2e du rallye du Portugal en 1988;
- 2e du rallye Olympus en 1988;
- 2e du rallye Sanremo en 1988 et 1989;
- 2e du rallye d'Argentine en 1989 (4e en 1992);
- 3e du rallye de l'Acropole en 1988 et 1989 (4e en 1994);
- 3e du rallye du Portugal en 1989;
- 3e du rallye d'Australie en 1990 (4e en 1989);
- 4e du rallye d'Espagne (Catalunya-Costa Brava) en 1992.

### 4 victoires en P-WRC
- Rallye du Portugal: 1987;
- Rallye Olympus: 1987;
- Rallye de Finlande: 1987, 2002

(2e à Monte-Carlo, en Suède et à l'Acropole)

### 5 victoires en ERC
- Rallye de Chypre: 1992, 1993 et 1994;
- Rallye de Bulgarie (Albena):  1988;
- Rallye de Turquie: 1998;
  - 2e du rallye Targa Florio: 2001;
  - 3e du rallye del Salento: 2001.

### 1 victoire en MERC
- Rallye du Liban: 1994.